# 恋におちたら (サニーデイ・サービスの曲)
「恋におちたら」（こいにおちたら）は、1995年11月22日に発売されたサニーデイ・サービス通算3作目のシングル。

## 解説
「恋におちたら」「コーヒーと恋愛」両曲とも、1996年リリースのアルバム『「東京」』に収録されるが、「コーヒーと恋愛」はアルバムとはミックスが異なる。また、「恋におちたら」は後にベスト・アルバム『Best Sky』と、2013年リリースの2枚組ベスト・アルバム『サニーデイ・サービス BEST 1995-2000』にそれぞれ収録されたほか、『サニーデイ・サービス BEST』には、「恋におちたら」の未発表テイクが併せて収録された。また、2016年6月にリリースされたボックス・セット『「東京」 20th anniversary BOX』には、初アナログ化となる最新リマスタリング音源を使用した同シングルの7インチ・アナログレコードが同梱された。2015年3月27日に渋谷公会堂で行われた“サニーデイ・サービス 渋谷公会堂コンサート 2015”のライブを収めたライブ・アルバム『Birth of a Kiss』に、ライブ・バージョンが収録された。また、ROSE RECORDSオンライン・ショップにて数量限定で販売されたボックス・セット『Birth of a Kiss Special BOX』には、このBOXセットのみのコンサート全編完全収録DVDにライブ映像が収められた。

## パッケージ、アートワーク
アート・ディレクションは小田島等が担当。小田島にとって、本作がアート・ディレクションを手掛けた、最初のサニーデイ作品。以後、ほとんどすべての作品のアートワークを手がける。そのきっかけを小田島は「『若者たち』のジャケットをディスクユニオンで見て、“何これ!?”って思って。これは絶対に面白いと思ってすぐ買ったんだよ。それで周りにこのアルバムすごいぞって言い回っていたらミディの渡邊さんの耳に届いて、会ってくれるって言われて」と答えている。

## 収録曲
全曲 作詞・作曲 / 曽我部恵一
1. 恋におちたら  –  (4'41")
編曲 / サニーデイ・サービス
2. コーヒーと恋愛 (Home Recording)  –  (2'19")
編曲 / 曽我部恵一

## クレジット

### 恋におちたら
| ACOUSTIC GUITAR, VOCAL, TAMBOURINE / 曽我部恵一 |
| BASS / 田中貴                                   |
| DRUMS / 丸山晴茂                                |
| PIANO, ELECTRIC PIANO / 中村文俊                |

### コーヒーと恋愛
| ACOUSTIC GUITAR, VOCAL, KAZOO / 曽我部恵一 |

### スタッフ
| ENGINEER / 中村文俊                                         |
| ASSISTANT ENGINEER / 内山誠憲                               |
| DIRECTOR / 渡邊文武 (RHYME)                                 |
| DESIGN / フロッピーディスコ                                 |
| STUDIO / スタジオ・テイク（幡ヶ谷）、フリースタジオ（湘南） |
| PRODUCER / 曽我部恵一                                       |
| EXECUTIVE PRODUCER / 大蔵博                                 |

## リリース日一覧
| 地域 | リリース日     | レーベル     | 規格 | カタログ番号 |
| ---- | -------------- | ------------ | ---- | ------------ |
| 日本 | 1995年11月22日 | RHYME ⁄ MIDI | CD   | MDDZ-54      |